# Урбанизација у Кини
Урбанизација у Кини повећавала се брзином након покретања реформе и политике отварања. Од 2020. године 60,6% укупног становништва живело је у урбаним срединама, што је драматично повећање са 17,92% 1978. године

## Историја
Кинески пораст урбанизације био је једна од неколико вишкова произведених из пољопривредних сектора у Кини (пољопривреда и пашњачка зависност). Ова пресуда заснива се на (1) чињеници да су Кинези тек крајем Ћинг периода почели да увозе умерене количине намирница из спољног света како би помогли у прехрани свог становништва; и (2) чињеница да занатски сектор никада није доводио у питање пољопривредну доминацију у економији упркос симбиотском односу између њих.
У истом смислу, урбанизација је ретко прелазила десет процената укупне популације иако су успостављени велики урбани центри. На пример, током династије Сунг, северна престоница Кајфенг (северни Сунг) и јужна престоница Хангџоу ( јужни Сунг) имале су 1,4 милиона, односно милион становника. Поред тога, било је уобичајено да су градски становници такође имали приступ руралном сектору због приватних имовинских права над земљом.

## Модерна историја
У периоду од 1950. до 1965. године, удео градског становништа константно се повећао, с 3% на 20%. Градско становништво доживело је „велики скок“ 1958 — 1961. због великих напора са великим повећањем индустријализације. Током година Културне револуције 1965–1975., раст урбаног становништва опао је као резултат „рустификације“. Од 1962. до 1978. године процењује се да се скоро 18 милиона урбане омладине преселило на село.
Међутим, након покретања реформи крајем 1978. године, раст градског становништва почео је да се убрзава. Прилив страних директних инвестиција створио је масовне могућности запошљавања, што је подстакло раст урбаног становништва. Деведесетих година раст градског становништва почео је да се успорава. Ово је одражавало спорији раст раста запослености након реструктурирања државних предузећа (СОЕ).
Већина кинеског становништва живи у источном делу земље, традиционалној Кини. Већина су сељаци који живе, као и њихови претходници, у низинским брдима и централним равницама које се протежу од високогорја према истоку и југу до мора. Пољопривреда превладава на овом пространом подручју, које углавном фаворизује умерена или суптропска клима. Пажљиво обрађена поља доказ су дела сталне забринутости владе због пољопривредних производа и залиха хране.
Иако је миграција у урбана подручја ограничена од касних 1950-их, крајем 1985., око 33 процента становништва било је урбано. Урбани и индустријски коридор формирали су широк лук који се протезао од Харбина на североистоку преко подручја Пекинга и југа до највећег кинеског града, индустријског градског комплекса Шангаја.
Неуједначен образац унутрашњег развоја и насељавања, толико снажно одмерен према источном делу земље, несумњиво ће се променити релативно мало, чак и ако се развије интерес за експлоатацијом минерала богатих и пољопривредно продуктивних делова пространих северозападних и југозападних региона. Неповољни терен и клима већине тих региона историјски су обесхрабривали густу популацију.
Кина је 1987. имала укупно двадесет и девет административних јединица на провинцијском нивоу директно под централном владом у Пекингу. Поред двадесет и једне провинције (шенг), постојало је пет аутономних регија (зизику) за мањинске националности и три посебне општине (ши) - три највећа града, Шангај, Пекинг и Тјенцин. (Оснивање острва Хајнан као јединице на провинцијском нивоу одвојене од провинције Гуангдонг било је заказано за 1988) Промена административних граница на провинцијском нивоу у североисточном региону 1979. године вратила је Аутономну област Унутрашња Монголија у првобитну величину (смањена је за трећину 1969. године) на штету провинција Хејлунгђанг, Ђилин и Љаонинг. Урбана подручја су даље подељена на административне јединице нижег нивоа, почев од општина и протежући се до нивоа суседства.
Темпо урбанизације у Кини од 1949. до 1982. био је релативно спор, како због брзог раста руралног становништва, тако и због строгих ограничења миграција између села и градова током већег дела тог периода. Према пописима становништва 1953. и 1982. године, градско становништво као проценат укупног становништва повећало се са 13,3 на 20,6 процената током тог периода. Међутим, од 1982. до 1986. градско становништво драматично се повећало на 37 процената укупног становништва. Овај велики скок резултат је комбинације фактора. Једна је била миграција великог броја вишка пољопривредних радника, расељених системом пољопривредне одговорности, из руралних у урбана подручја. Друга је била одлука из 1984. године да се прошире критеријуми за класификацију подручја као града. Током 1984. године број градова који испуњавају нове урбане критеријуме повећао се више него двоструко, а градско становништво се удвостручило. Средином осамдесетих година прошлог века демографи су очекивали да ће проценат становништва који живи у градовима бити око 50 процената до почетка 21. века. Очекивало се да ће овај урбани раст пре свега резултирати повећањем броја малих и средњих градова и места, а не ширењем постојећих великих градова.
Кинеска статистика о градском становништву понекад може заварати због различитих критеријума који се користе за израчунавање градског становништва. У попису становништва из 1953. године, урбано се у основи односило на насеља са популацијом већом од 2.500, у којима је више од 50 процената радне снаге било укључено у непољопривредне активности. Попис становништва из 1964. године подигао је границу на 3.000, а захтев за непољопривредном радном снагом на 70 процената. Попис 1982. године користио је минимум од 3.000 / 70 процената, али је такође увео критеријуме од 2.500 до 3.000 и 85 процената. Такође, у израчунавању градског становништва, попис становништва из 1982. године направио је радикалну промену укључивањем пољопривредног становништва које живи унутар градских граница. То објашњава драматичан скок урбане популације са 138,7 милиона пријављених за крај 1981. на 206,6 милиона избројаних пописом 1982. године. 1984. урбане смернице су додатно олабављене, омогућавајући нижи минимални укупан број становника и непољопривредни проценат. Критеријуми су се разликовали међу јединицама на провинцијском нивоу.
Иако је градско становништво - 382 милиона, или 37 процената укупног становништва средином 1980-их - било релативно мало у поређењу са развијеним земљама, број људи који су живели у урбаним подручјима у Кини био је већи од укупног становништва било које земље у свет осим Индије. Четири кинеска града са највећим бројем становника 1985. године била су Шангај, са 7 милиона; Пекинг, са 5,9 милиона; Тјенцин, са 5,4 милиона; и Шенјанг, са 4,2 милиона. Несразмерна расподела становништва у великим градовима настала је као резултат владиног нагласка након 1949. на развоју великих градова на мањим урбаним подручјима. 1985. године 22 најмногољуднија града у Кини имала су укупно 47,5 милиона становника, или око 12 процената укупног градског становништва Кине. Број градова са најмање 100.000 становника повећао се са 200 у 1976. на 342 у 1986.
Кина се 1987. године определила за троделну стратегију за контролу урбаног раста: строго ограничавање величине великих градова (градова од 500.000 или више људи); развој градова средње величине (200.000 до 500.000); и подстицање раста малих градова (100.000 до 200.000). Влада је такође подстакла развој малих пијачних и комуналних центара који тада нису били званично одређени као урбана места, надајући се да ће они на крају бити трансформисани у градове и мале градове. Више о овој недовољно проучаваној димензији кинеске урбанизације се може видети у посебном издању часописа China Perspectives (септембар 2013) који су уредили Бен Хилман и Јон Унгер са Аустралијског националног универзитета. Велики и средњи градови су посматрани као центри тешке и лаке индустрије, док су мали градови посматрани као могуће локације за занатске активности, користећи радну снагу углавном из руралних предела. Урбанизација малих и средњих градова створила је различите изазове за етнички разнолика подручја, што је у неким случајевима довело до етничког раслојавања рада и већег потенцијала за етничке сукобе.
2005. Кина је имала 286 градова. Већина кинеских градова има милион и мање становника. Шангај је највећи град у Кини, са 19 милиона становника, а следи Пекинг са 17,4 милиона становника. То су два мега-града у Кини.
Од 2010. до 2025. године Министарство за становање и урбани и рурални развој процењује да ће се 300 милиона Кинеза који сада живе у руралним областима преселити у градове. Брзи темпо урбанизације створиће најмање једну милијарду јуана годишњих могућности улагања у изградњу водоснабдевања, третмана отпада, грејања и других јавних комуналних услуга у градовима. Кинеска влада такође руши сеоска села и гради нове градове у које би преселила сељане. Коначно има за циљ да интегрише око 70% кинеског становништва, око 900 милиона људи, у градове до 2025. године.